# Fútbol en los Juegos del Pacífico Sur de 1969
El fútbol fue uno de los deportes jugados en los Juegos del Pacífico Sur 1969 que se realizaron en Puerto Moresby, Papúa Nueva Guinea.
Como la edición anterior, fueron 6 los seleccionados que jugaron.

## Participantes
| Equipos participantes | Equipos participantes | Equipos participantes |
| --------------------- | --------------------- | --------------------- |
| Fiyi                  | Islas Salomón         | Nueva Caledonia       |
| Nuevas Hébridas       | Papúa Nueva Guinea    | Tahití                |

## Primera fase
| Equipo             | Pts | PJ | PG | PE | PP | GF | GC | Dif |
| ------------------ | --- | -- | -- | -- | -- | -- | -- | --- |
| Nueva Caledonia    | 7   | 4  | 3  | 1  | 0  | 18 | 2  | 16  |
| Tahití             | 7   | 4  | 3  | 1  | 0  | 16 | 5  | 11  |
| Papúa Nueva Guinea | 5   | 5  | 2  | 1  | 2  | 9  | 9  | 0   |
| Fiyi               | 5   | 5  | 2  | 1  | 2  | 12 | 18 | -6  |
| Nuevas Hébridas    | 3   | 5  | 1  | 1  | 3  | 13 | 13 | 0   |
| Islas Salomón      | 1   | 5  | 0  | 1  | 4  | 3  | 24 | -21 |

| Fecha          | Lugar              |                    |                               | Resultado |                               |                    |
| -------------- | ------------------ | ------------------ | ----------------------------- | --------- | ----------------------------- | ------------------ |
| Agosto de 1969 | Papúa Nueva Guinea | Nueva Caledonia    | Bandera de Nueva Caledonia    | 1:1       | Bandera de Islas Salomón      | Islas Salomón      |
| Agosto de 1969 | Papúa Nueva Guinea | Tahití             | Bandera de Polinesia Francesa | 3:1       | Bandera de Papúa Nueva Guinea | Papúa Nueva Guinea |
| Agosto de 1969 | Papúa Nueva Guinea | Fiyi               | Bandera de Fiyi               | 5:2       | Bandera de Francia            | Nuevas Hébridas    |
| Agosto de 1969 | Papúa Nueva Guinea | Nueva Caledonia    | Bandera de Nueva Caledonia    | 4:1       | Bandera de Papúa Nueva Guinea | Papúa Nueva Guinea |
| Agosto de 1969 | Papúa Nueva Guinea | Tahití             | Bandera de Polinesia Francesa | 3:3       | Bandera de Francia            | Nuevas Hébridas    |
| Agosto de 1969 | Papúa Nueva Guinea | Fiyi               | Bandera de Fiyi               | 5:1       | Bandera de Islas Salomón      | Islas Salomón      |
| Agosto de 1969 | Papúa Nueva Guinea | Fiyi               | Bandera de Fiyi               | 1:1       | Bandera de Papúa Nueva Guinea | Papúa Nueva Guinea |
| Agosto de 1969 | Papúa Nueva Guinea | Nuevas Hébridas    | Bandera de Francia            | 7:1       | Bandera de Islas Salomón      | Islas Salomón      |
| Agosto de 1969 | Papúa Nueva Guinea | Nueva Caledonia    | Bandera de Nueva Caledonia    | 2:0       | Bandera de Francia            | Nuevas Hébridas    |
| Agosto de 1969 | Papúa Nueva Guinea | Papúa Nueva Guinea | Bandera de Papúa Nueva Guinea | 4:0       | Bandera de Islas Salomón      | Islas Salomón      |
| Agosto de 1969 | Papúa Nueva Guinea | Tahití             | Bandera de Polinesia Francesa | 3:1       | Bandera de Fiyi               | Fiyi               |
| Agosto de 1969 | Papúa Nueva Guinea | Nueva Caledonia    | Bandera de Nueva Caledonia    | 11:0      | Bandera de Fiyi               | Fiyi               |
| Agosto de 1969 | Papúa Nueva Guinea | Papúa Nueva Guinea | Bandera de Papúa Nueva Guinea | 2:1       | Bandera de Francia            | Nuevas Hébridas    |
| Agosto de 1969 | Papúa Nueva Guinea | Tahití             | Bandera de Polinesia Francesa | 7:0       | Bandera de Islas Salomón      | Islas Salomón      |
| Agosto de 1969 | Papúa Nueva Guinea | Nueva Caledonia    | Bandera de Nueva Caledonia    | susp.     | Bandera de Polinesia Francesa | Tahití             |

## Segunda ronda

### Medalla de bronce
| Fecha          | Lugar              |                    |                               | Resultado |                 |      |
| -------------- | ------------------ | ------------------ | ----------------------------- | --------- | --------------- | ---- |
| Agosto de 1969 | Papúa Nueva Guinea | Papúa Nueva Guinea | Bandera de Papúa Nueva Guinea | 2:1       | Bandera de Fiyi | Fiyi |

### Final
| Fecha                | Lugar              |                 |                            | Resultado |                               |        |
| -------------------- | ------------------ | --------------- | -------------------------- | --------- | ----------------------------- | ------ |
| 22 de agosto de 1969 | Papúa Nueva Guinea | Nueva Caledonia | Bandera de Nueva Caledonia | 2:1       | Bandera de Polinesia Francesa | Tahití |

| Bandera de Nueva Caledonia |
| Campeón Nueva Caledonia    |
| Segundo título             |